# Ernesto Díaz Espinoza

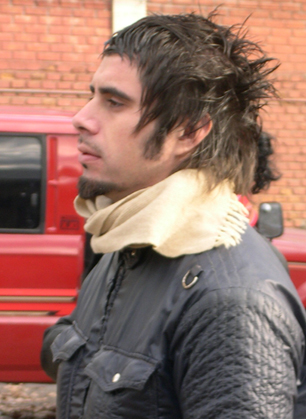
Ernesto Díaz Espinoza

Ernesto Díaz Espinoza (* 10. Juni 1978 in Santiago de Chile) ist ein chilenischer Filmregisseur, Filmeditor und Drehbuchautor mit dem Schwerpunkt Independent-Film und Actionfilm.

## Karriere
Díaz Espinoza studierte Kommunikationswissenschaft mit dem Schwerpunkt Film und Fernsehen. Er nahm an einem Kurs zum Schreiben von Drehbüchern an der Universität Pompeu Fabra in Barcelona teil. Im Jahr 2006 drehte er Kiltro, seinen ersten Spielfilm, der von Kritikern und der Öffentlichkeit positiv aufgenommen wurde.
Für die internationale Horror-Produktion The ABCs of Death (2012) drehte er die Episode des Buchstaben C (C is for Cycle).
Neben seinen eigenen Filmen hat er auch Eli Roths Horrorfilm The Green Inferno (2013) geschnitten.

## Filmografie
Regie
- 2006: Kiltro – Fass sie an und du stirbst! (Kiltro)
- 2007: Mirageman Kicks Ass (Mirageman)
- 2008: Mandrill
- 2011: Bring me the Head of the Machine Gun Woman
- 2012: The ABCs of Death
- 2014: Santiago Violente
- 2014: Redeemer (Fist of God)
- 2014: Santiago Violenta
- 2015: Fuerzas Especiales 2: Cabos Sueltos

Editor
- 2006 Kiltro
- 2007 Mirageman
- 2009 Mandrill
- 2012 The ABCs of Death ("C is for Cycle")
- 2012 Tráiganme la Cabeza de la Mujer Metralleta
- 2013 The Green Inferno
- 2014 Redeemer
- 2014 Santiago Violenta